# Леотгарий
Ле́отгарий (Ле́жер; лат. Leotgarius, фр. Léger; умер не ранее 878) — епископ Каркассона (упоминается в 878 году).

## Биография
Раннесредневековая история Каркассона довольно скудно освещена в современных событиям исторических источниках. В том числе, до сих пор неизвестна точная последовательность глав Каркассонской епархии этого времени. До последней трети XIX века считалось, что епископом здесь в 870-х годах был Арнульф, упоминаемый как аббат Анианского монастыря в 853 году и как глава каркассонской кафедры в документе о событиях 887 года. Однако исследование документов из архива Сен-Жильского аббатства позволило историкам внести изменения в традиционный список епископов Каркассона.
Эти изменения были сделаны на основе анализа полного текста буллы папы римского Иоанна VIII, данной им 18 августа 878 года во время проведения церковного собора в Труа. В этом документе, обращённом понтификом к пятидесяти двум иерархам Западно-Франкского государства, включая и епископа Каркассона Леотгария, Иоанн объявлял Сен-Жильское аббатство находящимся под непосредственным покровительством Святого престола. Несмотря на то, что эта булла — единственный документ, называющий Леотгария епископом, после её публикации занятие каркассонской кафедры Арнульфом стало подвергаться историками серьёзному сомнению и в настоящее время его имя отсутствует в ряде списков глав местной епархии.
Предполагается, что Леотгарий идентичен Леотальду, адресату двух писем Лупа Феррьерского, датированных первой половиной 840-х годов. В этих посланиях Луп, называя Леотальда своим другом и единомышленником, сообщал о тех кознях, которые чинили ему его многочисленные враги.
Следующим после Леотгария епископом Каркассона, о котором в исторических источниках имеются достоверные сведения, был Виллеран, впервые упоминающийся в 883 году.